# 대한민국 형사소송법 제448조
대한민국 형사소송법 제448조는 약식명령을 할 수 있는 사건에 대한 형사소송법의 조문이다.

## 조문
제448조(약식명령을 할 수 있는 사건) ① 지방법원은 그 관할에 속한 사건에 대하여 검사의 청구가 있는 때에는 공판절차없이 약식명령으로 피고인을 벌금, 과료 또는 몰수에 처할 수 있다.
②전항의 경우에는 추징 기타 부수의 처분을 할 수 있다.

第448條(略式命令을 할 수 있는 事件) ① 地方法院은 그 管轄에 屬한 事件에 對하여 檢事의 請求가 있는 때에는 公判節次없이 略式命令으로 被告人을 罰金, 科料 또는 沒收에 處할 수 있다.
②前項의 境遇에는 追徵 其他 附隨의 處分을 할 수 있다.

## 참고 문헌
- 손동권 신이철, 새로운 형사소송법(초판, 2013), 세창, 2013. ISBN 9788984114081